# FrontBase
FrontBase is een product van FrontBase, Inc. Het is een schaalbare relationele databaseserver. FrontBase beweert te willen uitblinken in snelheid, geen downtime, eenvoudig gebruik en vooral schaalbaarheid. Het programma maakt gebruik van het Unicode-karakterencoderingssysteem.

## Platformen
Oorspronkelijk is FrontBase gemaakt voor Mac OS X, maar FrontBase is een cross platform relationele database. Dit wil zeggen dat het ook op andere besturingssystemen draait, zoals UNIX, Linux en Windows.
FrontBase is compatibel met de volgende besturingssystemen:
- Apple Macintosh-platformen:
  - Mac OS X
  - Mac OS X Server 10.x
  - Mac OS X Server 1.2

- UNIX
  - FreeBSD
  - Solaris
  - HP-UX

- Linux
  - RedHat
  - SuSE (Intel en PowerPC)
  - Yellow Dog Linux
  - Debian Linux
  - Mandrake Linux

- Windows
  - Windows 2000
  - Windows NT

## Geschiedenis
FrontBase is gegroeid uit de noodzaak een gegevensbank te hebben voor gebruik bij de Kopenhaagse Politie. Sinds 22 oktober 1996 zorgde een oplossing, die draaide op NEXTSTEP/OPENSTEP, maar die bleek niet te voldoen aan de vereisten zoals 24/7 uptime. Daarom besliste Frontline Software hun eigen database server te ontwikkelen, FrontBase.